# Johann Karl Friedrich Zöllner

Ilusão de Zöllner.

Johann Karl Friedrich Zöllner (Berlim, 8 de novembro de 1834 — Leipzig, 25 de abril de 1882) foi um astrónomo e físico alemão.

## Biografia
Foi o criador, em 1860, da ilusão de ótica que leva o seu nome: a chamada ilusão de Zöllner. Em 1872 passou a ocupar a cadeira de Astrofísica na Universidade de Leipzig.
Foi membro da Royal Society, da Real Sociedade Astronômica de Londres, da Imperial Academia de Ciências Físicas e Naturais de Moscou e da Sociedade Científica de Estudos Psíquicos de Paris, além de membro honorário da Associação de Ciências Físicas de Frankfurt.
Desde cedo interessou-se pelos fenômenos espíritas, desenvolvendo a "teoria da quarta dimensão", que defendeu apoiado em posições teóricas e, sobretudo, em experiências práticas.
Pela sua teoria, o universo teria, além das três dimensões da geometria euclidiana, uma quarta, pela qual se explicariam os fenômenos de ordem mediúnica. Essa dimensão suplementar seria uma extensão da própria matéria, invisível e imperceptível aos sentidos físicos humanos. Com isso, os fenómenos espíritas perderiam a sua característica mística e ingressariam no campo da Física.
Como exemplo, ilustrava que os "(...) nós, seres de três dimensões, só poderemos atar ou desatar um nó, movendo uma das extremidades, 360º num plano que ser 'inclinado' para o que contiver a parte do nó de duas dimensões". Porém se, entre nós, houver alguém que por sua vontade possa efetuar movimentos de quatro dimensões, poderá atar e desatar os nós de um modo muito mais simples. 
A respeito dessa teoria, o astrónomo italiano Giovanni Schiaparelli, afirmou, em carta endereçada a Camille Flammarion: "(...) é a mais engenhosa e provável [teoria] que pode ser imaginada". 
Zöllner promoveu inúmeras reuniões com médiuns e pesquisadores famosos no século XIX, em sua própria residência, em Leipzig. Em 1877, recepcionou pela primeira vez o médium de efeitos físicos inglês Henry Slade. Para analisar a mediunidade de Slade, Zöllner contou ocasionalmente com a participação de diversos outros professores universitários, o que trouxe visibilidade à sua pesquisa, tendo os resultados sido apresentados em vários periódicos, sob a forma de artigos, e, posteriormente, na forma de livros, versando sobre a física transcendental. 
Outro médium famoso pesquisado foi Elizabeth d'Espérance, protagonista de fenômenos de aparição e de transporte de objetos, quando de sua passagem pela Alemanha. Estando a médium de partida para Breslau, Zöllner sugeriu-lhe que procurasse ali um amigo, o Dr. Friese. Este recepcionou a médium, ficando convencido da autenticidade de suas manifestações. A própria D'Esperande relatava um fato pitoresco acerca de uma visita que Zöllner fez a ambos em Breslau:
"Durante a visita do prof. Zöllner, a morada do Dr. Friese foi invadida por muitíssimas pessoas, que vinham com ansiedade informar-se dos últimos acontecimentos.
Como um relâmpago, a notícia havia sido propalada entre os estudantes e as histórias mais extraordinárias estavam em circulação.
Muitos imaginavam que o doutor tinha um batalhão de espíritos à sua disposição para fazer milagres e escamoteações, curar enfermos e dar informações sobre amigos desaparecidos ou qualquer outra coisa."
Em março de 1880, o barão Von Hoffmann trouxe o médium de efeitos físicos inglês William Eglinton para participar de reuniões com Zöllner, tendo tido lugar um total de vinte e cinco sessões. Zöllner declarou-se satisfeito com os resultados, acrescentando que não havia fraude nas manifestações. 
Faleceu antes de publicar uma segunda obra sobre os fenómenos pesquisados. Em sua homenagem uma cratera na Lua recebeu o seu nome: a cratera de Zöllner.

## Obra
- Über Photometrie. Poggendorffs Annalen, 1857.
- Grundzüge einer allgemeinen Photometrie des Himmels. Leipzig, 1861.
- Photometrische Untersuchungen. Leipzig, 1865.
- Die Natur der Kometen. Leipzig, 1870.
- Theorie des 4-dimensionalen Raumes. Leipzig, 1867.
- Wissenschaftliche Abhandlungen. Bd. 1-4. Leipzig, 1878-1881.
- Über den wissenschaftlichen Missbrauch der Vivisektion. Leipzig 1880.
- Zöllner, Johann Karl Friedrich (1880). Transcendental Physics. An Account of Experimental Investigations from the Scientific Treatises of Johann Carl Friedrich Zöllner (em inglês). Londres: W.H. Harrison. 342 páginas. Consultado em 14 de Abril de 2015